# Овонико (Илиноис)
Овонико (енгл. Owaneco) град је у америчкој савезној држави Илиноис.

## Демографија
По попису из 2010. године број становника је 239, што је 17 (-6,6%) становника мање него 2000. године.
| Група             | 2000.       | 2010.       |
| Белци             | 254 (99,2%) | 235 (98,3%) |
| Афроамериканци    | 0 (0,0%)    | 0 (0,0%)    |
| Азијати           | 0 (0,0%)    | 0 (0,0%)    |
| Хиспаноамериканци | 0 (0,0%)    | 1 (0,4%)    |
| Укупно            | 256         | 239         |